# Pic Paradis
Pour les articles homonymes, voir Paradis (homonymie).
Le pic Paradis ou pic du Paradis est une montagne de Saint-Martin constituant le point culminant de l'île, avec 424 mètres d'altitude. Elle est située sur la ligne de crête principale orientée nord-ouest - sud-est, dans la partie française de l'île.
Le sommet est qualifié de « pic » malgré sa faible hauteur et alors que les autres sommets de l'île sont désignées par « mont » ou « hill » (« colline » en anglais). De 1788 à 1866, l'habitation-sucrerie qui se trouvait sur son flanc ouest, à 270 mètres d'altitude, était nommée Paradis, et une propriété voisine Garden of Eden (traduit de façon erronée par « Jardin des Daims »)[réf. nécessaire].
Le massif est encore assez forestier bien qu'à partir des années 1979 l'ancien maire Elie Fleming y ait créé vers le sommet un lotissement où peu à peu sont construites des résidences individuelles de valeur. Son sommet arrondi a subi une déforestation presque totale au profit de la pose d'antennes relais de toutes sortes (radios, TV, téléphone, etc.)

## Accès
L'accès routier est possible jusqu'au sommet par le lieu-dit Rambaud, malgré une forte déclivité et un virage serré.
C'est un carrefour de sentiers de randonnée pédestre parcourant tant les lignes de crêtes que les vallées.